# Adolfína Tačová
Adolfína Tačová, po mężu (przez pewien czas) Tkačíková (ur. 19 kwietnia 1939 w Pietrzkowicach) – czeska gimnastyczka, dwukrotna wicemistrzyni olimpijska. W czasie swojej kariery sportowej reprezentowała Czechosłowację.

## Kariera sportowa
Zdobyła srebrny medal w wieloboju drużynowym na mistrzostwach świata w 1958 w Moskwie, a w wieloboju indywidualnym zajęła 34. miejsce.
Na igrzyskach olimpijskich w 1960 w Rzymie również zdobyła srebrny medal w wieloboju drużynowym. W wieloboju indywidualnym zajęła 14. miejsce, w skoku przez konia 4. miejsce, w ćwiczeniach na równoważni 15. miejsce, w ćwiczeniach wolnych 17. miejsce i w ćwiczeniach na poręczach 37. miejsce. Wywalczyła srebrny medal w wieloboju drużynowym na mistrzostwach świata w 1962 w Pradze, a w wieloboju indywidualnym zajęła 22. miejsce.
Kolejny srebrny medal w wieloboju drużynowym zdobyła na igrzyskach olimpijskich w 1964 w Tokio. Zajęła na tych igrzyskach 16. miejsce w wieloboju indywidualnym, 10. miejsce w skoku, 11. miejsce w ćwiczeniach na równoważni, 18. miejsce w ćwiczeniach na poręczach i 21. miejsce w ćwiczeniach wolnych. Zajęła 9. miejsce w wieloboju, 5. miejsca w skoku i ćwiczeniach na poręczach oraz 6. miejsce w ćwiczeniach wolnych na mistrzostwach Europy w 1965 w Sofii.
Kontuzja ścięgna Achillesa uniemożliwiła Tkačíkovej start mistrzostwach świata w 1966 w Dortmundzie, gdzie zawodniczki czechosłowackie zwyciężyły w wieloboju drużynowym. Próbowała powrócić do dawnej formy, ale w 1967 zakończyła karierę sportową.
Była mistrzynią Czechosłowacji w wieloboju w 1959 i w skoku w latach 1959–1962.  
Od 1967 studiowała na wydziale wychowania fizycznego Uniwersytetu Karola w Pradze. Była trenerką gimnastyczek w Baníku Ostrawa, a od 1973 równie z międzynarodowym sędzią gimnastycznym.